# Танкобон
Танкобон (јап. 単行本 Tankōbon — „самостална књига“) јесте јапанска реч за књигу која није део серије или збирке. Данас се ова реч користи да опише појединачне свеске неке манга серије. Већина манги се прво серијализује у недељној или месечној манга ревији, поглавље по поглавље, па се након неког времена поглавља сакупе у неколико или један танкобон том.
Највеће компаније за штампу танкобон томова су Jump Comics (за Weekly Shōnen Jump и друге Jump часописе издавачке куће Shueisha), Shōnen Magazine Comics издавачке куће Kodansha и Shōnen Sunday Comics издавачке куће Shogakukan.

## Специјални формати

### 
(愛蔵版, „омиљено издање“) је специјално, квалитетније и скупље издање које има додатни садржај као што су нове корице, квалитетнији папир и друго. Оваква издања су ограничена, па су веома тражена међу колекционарима. 
Bunkoban (文庫版) издање се штампа у bunko формату, односно величине је као типичан јапански роман. Углавном су А6 формата (105мм × 148мм) и дебља од танкобона, често са новим дизајном на корицама. Bunkoban углавном има више страна од обичног издања, и најчешће представља репринт манге која се више не штампа. Овакве манге имају мање томова, осим у случају ако је оригинална манга била wide-ban (погледати испод). 
Kanzenban (完全版, „савршено и довршено издање“) је такође специјално издање, најчешће штампано у А5 формату (148мм × 210мм), са новим корицама, обојеним странама, додатним причама и свим осталим поглављима која нису била у оригиналном, танкобон издању. Aizōban се фокусира на скупоценост и екслузивност издања, док kanzenban вреднује његову целост. 
Shinsōban (新装版) представља ново издање неке манге и може да има нову корицу, обојене стране и додатни садржај. На пример, 2002. године, „Месечеве ратнице“ су имале ново издање у коме су неке странице поново нацртане, и садржај је сакупљен у 12 томова уместо оригиналних 18.
Sōshūhen (総集編, „довршено издање“) је релативно нови начин издавања манги који је 2008. године увела издавачка кућа Shueisha. Слично је као kanzenban, са тим да је већег формата (Б5, 176мм × 250мм). Манге оваквог издања често имају више поглавља, али су распоређена у мањи број томова.
Wide-ban или waidoban (ワイド版) су издања А5 формата која су углавном резервисана за сеинен и џосеј манге које никада нису имале обично, танкобон издање. Ако манга има танкобон издање, онда ће wide-ban имати више страна распоређених у мањи број томова.